# Robert Körner
Pour les articles homonymes, voir Körner.
Robert Körner (né le 21 août 1924 - mort le 22 juin 1989) était un footballeur international autrichien. Il évoluait au poste d'attaquant.

## Carrière

### Club
- 1942-1958 :  Rapid Vienne

### Équipe nationale
- 16 sélections et 1 but avec l'Autriche entre 1948 et 1955.

### Entraîneur
- 1958-1966 :  Rapid Vienne
- 1966-1967 :  SV Waldhof Mannheim
- 1967-1969 :  FC Nuremberg
- 1969-1970 :  Rapid Vienne
- 1971-1972 :  Rapid Vienne
- 1975-1976 :  Rapid Vienne